# Kallstroemia adscendens
Kallstroemia adscendens är en pockenholtsväxtart som först beskrevs av Nils Johan Andersson, och fick sitt nu gällande namn av B. L. Robinson. Kallstroemia adscendens ingår i släktet Kallstroemia och familjen pockenholtsväxter. Inga underarter finns listade i Catalogue of Life.